# Torinsko platno
Torinsko platno (tal. Sindone di Torino, lat. Sindon Taurinensis), Sveto platno (Sacra Sindone) ili Sveto pogrebno platno nazivi su za jednu od najpoznatijih kršćanskih relikvija, a koja predstavlja uzan komad lanena platna na kojemu se može prepoznati obris muškoga tijela. Ime je dobilo po talijanskome gradu Torinu, gdje se čuva u katedrali sv. Ivana Krstitelja. Prema vjerovanju brojnih vjernika, tkanina predstavlja pokrov u koji je Isus, nakon smrti na križu, bio zamotan i položen u grob.
Prvi je put dokumentirano 1357. godine kada je bilo izloženo u jednoj crkvici u Lireyu.

## Izgled
Platno je dugo 4,36 m te široko 1,10 m. Otkano je u jednom komadu, s dodatkom uske vrpce širine 7,5 cm, koja je dodana čitavom dužinom. Na platnu se nalazi otisnuta slika čovječjeg lika te neka oštećenja; od probadanja oštrim užarenim predmetom te oštećenje od vatre.

## Znanstvene analize
Godine 1950. francuski kirurg Pierre Barbet iznosi podatke, potvrđene 1978., kako je na platnu sačuvana ljudska krv koja pripada krvnoj grupi AB.
Godine 1988. datiranje ugljikom-14 pokazalo je da je starost komadića ispitivana platna 689 ± 16 godina i da ga se s 95 % vjerojatnosti može datirati u razdoblje od 1262. do 1384. godine. Istraživanje je obavljeno u časopisu Nature uz komentar profesora Braya s Metrološkog instituta G. Colonetti da su rezultati triju laboratorija međusobno kompatibilni, te nijedan srednji rezultat, temeljem dostavljenih dokaza, nije upitan.
Botaničari Avinoam Danin i Uri Baruch su 1999. analizom platna utvrdili prisutnost dvadesetak vrsta peluda biljaka koje su specifične za jeruzalemsko područje.

## Poveznice
- Sudarij iz Ovieda

### Članci
- Marcelić, Josip. 1993a. Turinsko platno (I). Crkva u svijetu. Sveučilište u Splitu - Katolički bogoslovni fakultet. Split. 28 (2): 160–180
- Marcelić, Josip. 1993b. Turinsko platno (II). Crkva u svijetu. Sveučilište u Splitu - Katolički bogoslovni fakultet. Split. 28 (4): 385–404
- Marcelić, Josip. 2000. Nova otkrića na Turinskom platnu. Crkva u svijetu. Sveučilište u Splitu - Katolički bogoslovni fakultet. Split. 35 (1): 45–64